# Неапольский троллейбус

Map

Неапольский троллейбус — система троллейбусного транспорта города Неаполь и ближайших пригородов. Эксплуатация открыта в 1940 году. 3 городских (201, 202, 204) и 1 пригородный маршрут (254).

## Маршрутная сеть
- № 201 Piazza Carlo III – Piazza Cavour – Via Medina
- № 202 Piazza Giambattista Vico – Piazza Garibaldi – Via Medina
- № 204 Ospedale Cardarelli – Capodimonte – Via Costantinopoli – Via Depretis
- № 254 Via Nicolini (Ponti Rossi) – Портичи (Piazza Poli)

## Подвижной состав
ANM использует 87 троллейбусов Ansaldobreda F19.